# Super Bowl I
Az első AFL-NFL World Championship Game-t, későbbi nevén az első Super Bowl-t a két rivális amerikai futball liga (AFL, NFL) győztesei között játszották a Los Angeles Memorial Coliseumban, Los Angelesben 1967. január 15-én. A Green Bay Packers nyerte a mérkőzést a Kansas City Chiefs ellen.

## A döntő résztvevői
A mérkőzés egyik résztvevője az 1966-os NFL-szezon győztese, a Green Bay Packers, a másik résztvevő az 1966-os AFL-szezon győztese, a Kansas City Chiefs volt.

## A mérkőzés
A mérkőzést 35–10-re a Green Bay Packers nyerte. A legértékesebb játékos a Packers irányítója, Bart Starr lett.
| N | Idő   | Drive | Drive | Drive     | Csapat  | Play leírása                                                                               | Pont   | Pont    |
| N | Idő   | Play  | Yard  | Időtartam | Csapat  | Play leírása                                                                               | Chiefs | Packers |
| - | ----- | ----- | ----- | --------- | ------- | ------------------------------------------------------------------------------------------ | ------ | ------- |
| 1 | 6:04  | 6     | 80    | 3:06      | Packers | Touchdown. Max McGee 37 yardos átadás Bart Starr-tól, Don Chandler jutalomrúgás.           | 0      | 7       |
|   |       |       |       |           |         |                                                                                            |        |         |
| 2 | 10:40 | 6     | 66    | 3:44      | Chiefs  | Touchdown. Curtis McClinton 7 yard yardos átadás Len Dawson-tól, Mike Mercer jutalomrúgás. | 7      | 7       |
| 2 | 4:37  | 13    | 73    | 6:03      | Packers | Touchdown. Jim Taylor 14 yardos futás, Don Chandler jutalomrúgás.                          | 7      | 14      |
| 2 | 0:54  | 7     | 50    | 3:43      | Chiefs  | Mezőnygól. Mike Mercer 31 yardról.                                                         | 10     | 14      |
|   |       |       |       |           |         |                                                                                            |        |         |
| 3 | 12:33 | 1     | 5     | 0:09      | Packers | Touchdown. Elijah Pitts 5 yardos futás, Don Chandler jutalomrúgás.                         | 10     | 21      |
| 3 | 0:51  | 10    | 56    | 5:25      | Packers | Touchdown. Max McGee 13 yardos átadás Bart Starr-tól, Don Chandler jutalomrúgás.           | 10     | 28      |
|   |       |       |       |           |         |                                                                                            |        |         |
| 4 | 6:35  | 8     | 80    | 4:13      | Packers | Touchdown. Elijah Pitts 1 yardos futás, Don Chandler jutalomrúgás.                         | 10     | 35      |